# Pension (schweizerische Geschichte)

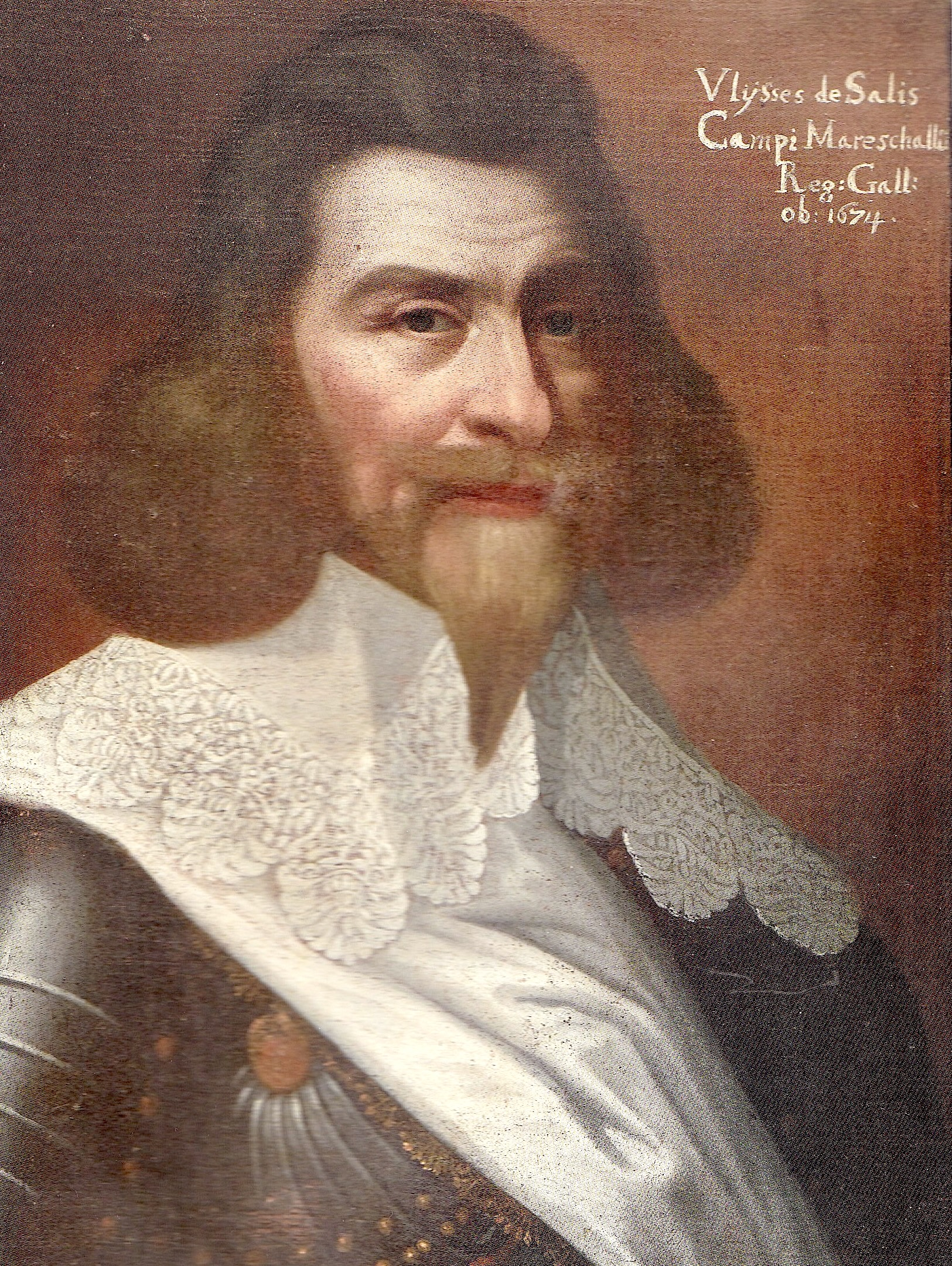
Patrizier Ulysses von Salis (1594–1674)

Als Pensionen wurden in der Schweiz öffentliche oder geheime Jahrgelder an offizielle Kassen oder Einzelpersonen bezeichnet, um ausländischen Kriegsherren vom 15. bis 18. Jahrhundert die Anwerbung eidgenössischer Söldner (Reisläufer) zu sichern oder politische Entscheidungen zu beeinflussen.

## Geschichte
Ursprünglich bezeichnete man mit Pension das Recht eines Priesters, die Erträge eines ihm zugesprochenen Benefizium zu beziehen, ohne dafür eine Gegenleistung erbringen zu müssen. Ab Mitte des 15. Jahrhunderts wurde der Begriff auf vertraglich vereinbarte, regelmässige und oft vertrauliche Zahlungen ausgeweitet, die Priester und Laien vom Fürsten zusätzlich zu ihrem Lohn erhielten.

## Aufstieg des Patriziats
In der Schweiz tauchten die Pensionen erstmals in den Burgunderkriegen, im Zusammenhang mit Bündnissen gegen Karl den Kühnen auf. Die Pensionen an eidgenössische Politiker förderten die Bildung eines wohlhabenden Patriziats, dessen Macht durch die Verteilung empfangener Gelder in lokalen Patronagesystemen (Klientelismus) ausgeweitet wurde. Einzelne Familien sicherten sich mit den Solddienstunternehmungen jahrhundertelange lokale Vorherrschaft (Zurlauben in Zug, Reding in Schwyz, Schmid in Uri,  Latour, Mont, Planta, Salis  in Graubünden). Diese waren französischen, spanischen, venezianischen, savoyischen und mailändischen Geldgebern und Kriegsherrn verpflichtet. Die Konkurrenz zwischen pro-französischen Parteien und ihren Gegnern führte in den katholischen Orten zu innenpolitischen Auseinandersetzungen (Bündner Wirren). 1777 wurde der französische Bündnisvertrag zum letzten Mal erneuert. Die Verträge mit dem Königreich Neapel liefen am 15. Juli 1859 aus.

## Wirtschaftliche Bedeutung
Die ausländischen Pensionen waren in den katholischen Orten vom 16. bis 18. Jahrhundert eine der wichtigsten Einnahmequellen und bildeten zeitweise mehr als die Hälfte der Staatseinnahmen. Sie ermöglichten den eidgenössischen Orten finanzielle Reserven anzulegen und teilweise auf die Erhebung von direkten Steuern zu verzichten. In den reformierten Orten fand die ausländische Einflusssicherung durch Vergabe von Handelsprivilegien und Salzkonzessionen statt.

## Bekämpfung der Pensionen
Ab 1470 gab es immer wieder Versuche, solche Jahrgelder zu verbieten. Die Zunahme der Macht der Pensionsherren wurde nicht immer hingenommen und führte im Fall des Zürcher Bürgermeisters Hans Waldmann 1489 zu dessen Sturz und Hinrichtung. Der Waldmannhandel bildete 1489 Gegenstand zur Beratung eines Verbots der Pensionszahlungen in der Tagsatzung. Dieser und spätere Versuche wie der Pensionenbrief von 1503 konnten nicht durchgesetzt werden. Die beträchtlichen Pensionen an die reichen Ratsherren führten zu einer Teuerungswelle, deren Lasten vor allem die Bauern zu tragen hatten. Dies war eine der Ursachen der Schweizer Bauernkriege von 1523 bis 1526 und 1653. Die Pensionen spielten auch bei den internen Konflikten wie den Unruhen 1513 in Bern (Könizer Aufstand), in Solothurn und Luzern (Zwiebelnkrieg), 1515 in Zürich (Lebkuchenkrieg) und beim Sturz des Basler Bürgermeisters 1521 eine zentrale Rolle, weil deren Empfängern Bestechlichkeit und Verrat vorgeworfen wurde. Die Predigten von Huldrych Zwingli, der die Reisläuferei und die Pensionen als die Ursache von Untreue und Verrat, Verweichlichung der Eidgenossen mit neuen Lastern, Kleiderluxus und Müssiggang geisselte, führten dazu, dass in den reformierten Orten scharf formulierte Verbote erlassen wurden. Mit dem Bundesgesetz vom 30. Juli 1859 (B.G. 6/312) wurde die aktive Anwerbung von Söldnern und der Eintritt von Schweizer Bürgern in fremde Dienste verboten.